# Il Mistero dei Montfleury
Il Mistero dei Montfleury è il titolo generale di una saga cinematografica composta da quattro distinti lungometraggi del 1918:
- Il campo maledetto.
- I bimbi di nessuno.
- La sagra dei martirî.
- Il giardino del silenzio.

Ognuno di questi film ha una vita propria e può essere visto sia separatamente dagli altri che in sequenza con essi. Questo era l'intento della casa di produzione, la torinese Aquila Film, che pubblicizzò la quadruplice uscita come un avvenimento "gigante". In effetti siamo di fronte a uno dei primi eventi cinematografici seriali italiani, ricavato dal romanzo di Carlo Dadone Fernanda, dalla cui prima parte prende il titolo generale. Tutti i quattro film della saga furono girati nel 1917.
La particolarità più interessante di questa serie di film è la presenza dell'eclettica attrice Paola Pezzaglia, protagonista nelle vesti maschili del personaggio Biribì, un monello di strada ricorrente nei romanzi di Dadone. Questo le dà modo di esibirsi nei più spericolati e funambolici numeri, che l'avvicinano, come ha notato la professoressa, scrittrice ed esperta di cinema muto Monica Dall'Asta, alla Pearl White dei Perils of Pauline. Insomma, una sorta di Pauline italiana. Tanto più che il vero nome di battesimo della Pezzaglia è Paolina (scelse di chiamarsi Paola solo per il cinema, mentre restò Paolina per il teatro).
L'Aquila Film si avvalse fino al 1918, ultimo suo anno di attività, della direzione artistica di Roberto Roberti (padre del più famoso Sergio Leone), regista di molti film della casa torinese. Avendo egli diretto fino al 1917 per l'Aquila Film, è possibile che sia stato proprio lui il regista dei quattro lungometraggi de Il Mistero dei Montfleury, ma si tratta solo di un'ipotesi avanzata dall'Archivio Pezzaglia-Greco, che tale resterà finché non emergeranno documenti certi.